# G. P. Wells
George Philip Wells, né le 17 juillet 1901 et mort le 27 septembre 1985, est un  zoologiste et écrivain britannique. Fils de l'auteur de science-fiction HG Wells, il est co-auteur, avec son père et Julian Huxley, de The Science of Life .

## Biographie
Élève à l'école d'Oundle, il appartient à la toute première classe d'enseignement du russe comme langue moderne dans une école britannique. En 1920, il accompagne son père en Russie soviétique, lui servant d'interprète et échangeant des idées avec des étudiants russes en zoologie. De retour en Angleterre, son travail est exposé à l'entrée du Trinity College de Cambridge où il est nommé Senior Scholar (chargé de recherches principal) dès sa première année de résidence.
G. P. Wells se spécialise en physiologie comparée, travaille sur les invertébrés de plusieurs embranchements. Il détermine leur tolérance aux changements de salinité et d'équilibre ionique du milieu aquatique et analyse les relations des gastéropodes terrestres avec ce milieu.
La dernière partie de sa carrière se déroule au département de zoologie de l'university College de Londres où il devient professeur. Son éventail de connaissances zoologiques était particulièrement large et ses principales recherches portaient sur le comportement de l'arénicole Arenicola . Il a déterminé ses habitudes par des expériences élégantes et montre que le rythme qui contrôle nombre de ses activités à son point de départ dans l'œsophage. Une telle activité rythmique spontanée s'est avérée se produire chez de nombreux polychètes.
G. P. Wells était connu de tous sous son surnom, Gip, et apparaît sous ce nom comme personnage de fiction dans une nouvelle écrite par son père The Magic Shop. Il est élu membre de la Royal Society (FRS) en 1955 .
G. P. Wells a également publié l'édition de 1971 (et la dernière) de The Outline of History de son père, au lendemain de la mort de Raymond Postgate en mars de la même année. Postgate avait révisé quatre éditions précédentes après la mort de HG Wells en 1946, publiées en 1949, 1956, 1961 et 1969. Il a également publié HG Wells in Love, le récit des principales aventures extraconjugales de son pères.